# Igor Konstantinovitj af Rusland
Igor Konstantinovitj af Rusland (russisk: Игорь Константинович Романов; tr. Igor Konstantinovitj Romanov) (10. juni 1894 – 18. juli 1918) var en russisk prins fra Huset Romanov. Han var den femte søn af storfyrst Konstantin Konstantinovitj af Rusland og hans hustru storfyrstinde Jelisaveta Mavrikjevna (født som prinsesse Elisabeth af Sachsen-Altenburg).

## Biografi
Igor Konstantinovitj blev født den 10. juni 1894 i Sankt Petersborg i Det Russiske Kejserrige. Han var det sjette barn og femte søn af storfyrst Konstantin Konstantinovitj af Rusland og hans hustru storfyrstinde Jelisaveta Mavrikjevna (født som prinsesse Elisabeth af Sachsen-Altenburg). Prins Igor blev under den Russiske Revolution myrdet sammen med flere medlemmer af sin familie den 18. juli 1918 i byen Alapajevsk i Uralbjergene.

## Eksterne links
- Wikimedia Commons har flere filer relateret til Igor Konstantinovitj af Rusland